# عباس‌آباد، آذربایجان
عباس‌آباد (به لاتین: Abbasabad) در جمهوری آذربایجان با جمعیت ۵۹۶ نفر است که در شهرستان یاردیملی واقع شده‌است.